# New Athens (Illinois)
New Athens ist ein Dorf im St. Clair County, Illinois, USA. Im allgemeinen Sprachgebrauch wird das „A“ von den Einwohnern immer mit einem langen Vokal und nicht mit einem kurzen Vokal ausgesprochen, anders als die am häufigsten verwendete englische Aussprache der Stadt in Griechenland.
Bei der Volkszählung 2010 hatte New Athens 2054 Einwohner. New Athens liegt am Kaskaskia River und hieß ursprünglich Athens. Das Dorf wurde 1836 angelegt und 1866 eingemeindet. Die Namensänderung in New Athens erfolgte 1868, nachdem man entdeckt hatte, dass es in einem anderen Teil des Staates bereits ein Athens gab.
Die Gegend ist für ihre Wassersportaktivitäten bekannt, darunter das jährliche Angelderby. Außerdem ist hier das Peabody River King Conservation Area beheimatet.
Da New Athens im Großraum St. Louis im Metro East liegt, hat es auch einen Platz in der Geschichte der örtlichen Brauereien. Bis in die 1950er Jahre war New Athens die Heimat der Mound City Brewery. Baseball ist eine wichtige Sportart in der Gegend und das Dorf hat eine Reihe von Sportlern hervorgebracht, die professionell gespielt haben. Einer der beliebtesten Söhne ist Whitey Herzog, ein ehemaliger Outfielder und Manager der Major League Baseball. Andere ehemalige Major League-Spieler mit Verbindungen zu New Athens sind Larry Stahl, Mickey Haefner, Warren Hacker und Rich Hacker.
In New Athens gibt es mehrere Kirchen, darunter die St. Agatha Catholic Church, die St. John United Church of Christ, die St. Paul Lutheran Church, die United Methodist Church of New Athens und die First Baptist Church.